# الكلوروكين وهيدروكسي الكلوروكين خلال جائحة كوفيد-19

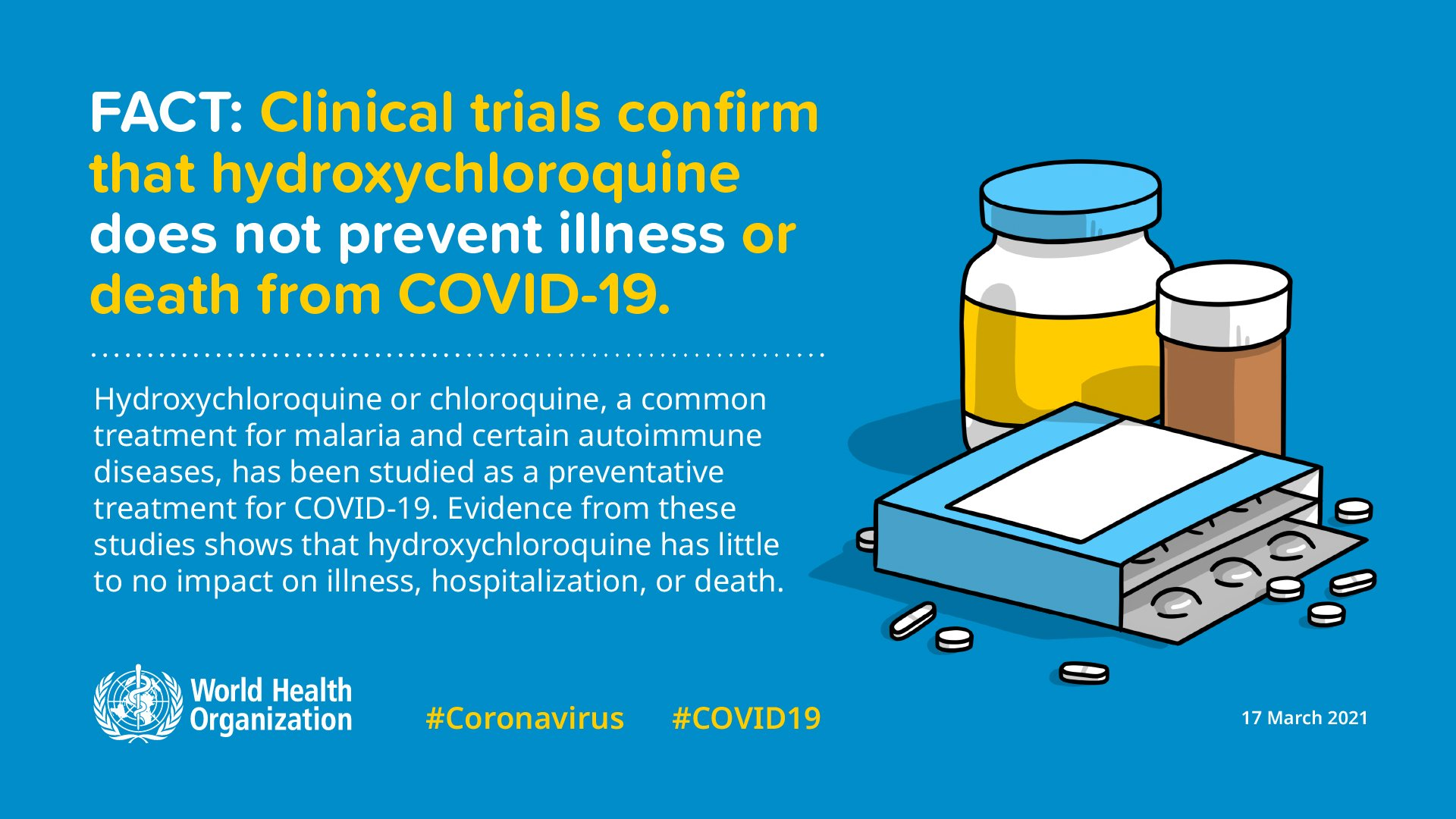
رسمٌ معلوماتي باللغة الإنجليزية لمنظمة الصحة العالمية يُوضح أنَّ هيدروكسي كلوروكوين لا يمنع المرض أو الوفاة من كوفيد-19.

الكلوروكين والهيدروكسي كلوروكين من الأدوية المضادة للملاريا، وتستخدم هذه الأدوية أيضًا لعلاج بعض أمراض المناعة الذاتية. كان الكلوروكين وهيدروكسي الكلوروكين من العلاجات التجريبية الفاشلة في وقتٍ مبكر من جائحة كوفيد-19، لكن لم تثبت فعاليتها في الوقاية من الإصابة بفيروس كورونا المستجد.
استخدمت العديد من البلدان في بداية الجائحة الكلوروكين أو الهيدروكسي كلوروكين لعلاج المرضى الذين أدخلوا المستشفيات بعد إصابتهم بكوفيد-19، رغم عدم الموافقة على الدواء رسميًا خلال التجارب السريرية. حصل الدواء على ترخيص طارئ للاستخدام في الولايات المتحدة من أبريل إلى يونيو 2020. استخدم الدواء أيضًا في العديد من دول العالم دون الحصول على ترخيص. نشرت إدارة الغذاء والدواء الأمريكية في 24 أبريل 2020 تحذيرًا من استخدام الكلوروكين خارج المستشفيات أو التجارب السريرية بسبب تقارير عن حدوث اضطرابات قلبية خطيرة عند استخدامه.
ألغي استخدام الكلوروكين كعلاج محتمل لكوفيد-19 عندما ثبت أنه لا يفيد المرضى الذين أدخلوا إلى المستشفيات من خلال تجربة ريكفري البريطانية. ألغت إدارة الغذاء والدواء الأمريكية في 15 يونيو ترخيصها للاستخدام الطارئ للكلوروكين، مشيرة إلى أنه لم يعد من المقبول تصديق أن الدواء كان فعالًا ضد كوفيد-19 أو أنَّ فوائده تفوق المخاطر المحتملة، وفي خريف عام 2020 أصدرت المعاهد الوطنية للصحة العامة في الولايات المتحدة توصيات علاجية توصي بعدم استخدام هيدروكسي كلوروكين لعلاج كوفيد-19 إلا ضمن التجارب السريرية.

## خلفية
الكلوروكين دواء مضاد للملاريا ويستخدم أيضًا لعلاج بعض أمراض المناعة الذاتية. يتوفر عقار هيدروكسي كلوروكين بشكل أشيع من الكلوروكين في الولايات المتحدة، في حين أن هيدروكسي كلوروكين يستخدم كعلاج وقائي للملاريا في الهند.
لهيدروكسي كلوروكين والكلوروكوين العديد من الآثار الجانبية الخطيرة المحتملة، مثل اعتلال شبكية العين ونقص سكر الدم ولانظميات قلبية واعتلال عضلة القلب، بالإضافة لذلك فكلا الدواءين لهما تفاعلات واسعة مع الأدوية الأخرى، ما يؤثر على الفائدة العلاجية لهذه العقارات، ويعاني بعض الأشخاص من حساسية شديدة تجاه هذه الأدوية. أوصت المعاهد الوطنية الصحية في الولايات المتحدة بعدم استخدام مزيج من هيدروكسي كلوروكوين وأزيثروميسين معًا بسبب زيادة خطر الموت القلبي المفاجئ.

## جدول زمني
أوصت السلطات الصحية الهندية والصينية والكورية الجنوبية والإيطالية باستخدام الكلوروكين وهيدروكسي كلوروكين لعلاج كوفيد-19، على الرغم من أن هذه المؤسسات مع مركز السيطرة على الأمراض في الولايات المتحدة قد أكدوا على مضادات الاستطباب عند المرضى الذين يعانون من أمراض القلب أو السكري، وفي فبراير 2020 أعلنت بعض الأبحاث أن كلا العقارين يقللان بشكل فعال من حدة مرض كوفيد-19 مع الإشارة إلى أنَّ هيدروكسي كلوروكوين كان أكثر فعالية من الكلوروكين وله معدل أمان أعلى.
18 مارس: أعلنت منظمة الصحة العالمية أن الكلوروكين وهيدروكسي كلوروكين سيكونان من بين الأدوية الأربعة التي ستشملها تجربة سريرية واسعة على مستوى العالم.
19 مارس: شجع الرئيس الأمريكي دونالد ترامب على استخدام الكلوروكين والهيدروكسي كلوروكين خلال مؤتمر صحفي وطني، وأدى ذلك لزيادة هائلة في الطلب العام على هذه الأدوية في الولايات المتحدة. بدأ ترامب ابتداءً من مارس 2020 في الترويج لهيدروكسي كلوروكين للوقاية من كوفيد-19 وعلاجه، مستشهدًا بأعداد صغيرة من التقارير. صرح ترامب في يونيو أنه كان يتناول العقار كإجراء وقائي، ما أدى إلى طلب عالمي غير مسبوق، وتسبب في عدم توافر هيدروكسي كلوروكوين للغرض الرئيسي له وهو الوقاية من الملاريا.
أعلن حاكم نيويورك أندرو كومو أن تجارب ولاية نيويورك على الكلوروكين والهيدروكسي كلوروكين ستبدأ في 24 مارس، وفي 28 مارس سمحت إدارة الغذاء والدواء الأمريكية باستخدام كبريتات هيدروكسي كلوروكين وفوسفات الكلوروكين للعلاج الطارئ لكوفيد-19، والذي ألغي لاحقًا بسبب خطر حدوث مضاعفات قلبية خطيرة.
28 مارس 2020: رخصت إدارة الغذاء والدواء الأمريكية استخدام هيدروكسي كلوروكين والكلوروكين بموجب ترخيص الاستخدام الطارئ، وسمح باستخدام هذه الأدوية للمرضى الذين أدخلوا المستشفيات ومرضى التجارب السريرية فقط.
1 أبريل 2020: أصدرت وكالة الأدوية الأوروبية توجيهات باستخدام الكلوروكين والهيدروكسي كلوروكين في التجارب السريرية وفي الحالات الطارئة.
9 أبريل: بدأت المعاهد الوطنية الصحية في الولايات المتحدة: أول تجربة سريرية لتقييم أمان وفعالية هيدروكسي كلوروكين في علاج كوفيد-19، وأشارت النتائج التي صدرت في 21 أبريل إلى أن المرضى الذين أدخلوا المستشفيات بسبب كوفيد-19 وعولجوا بهيدروكسي كلوروكين كانوا أكثر عرضة للوفاة من أولئك الذين لم يتلقوا أي علاج دوائي على الإطلاق.
24 أبريل: حذرت إدارة الغذاء والدواء الأمريكية من استخدام الدواء خارج المستشفيات أو التجارب السريرية، وذلك بعد مراجعة تقارير عن الآثار السلبية مثل اللانظميات القلبية والوفاة في بعض الحالات.
5 يونيو: أوقف استخدام هيدروكسي كلوروكين في تجربة ريكفري في المملكة المتحدة عندما أظهر تحليل 1542 حالة أنه لم يقدم أي فائدة في تقليل الوفيات عند الأشخاص الذين يعانون من إصابات كوفيد-19 الشديدة على مدار 28 يومًا من المراقبة.
15 يونيو: ألغت إدارة الغذاء والدواء الترخيص الطارئ لاستخدام الهيدروكسي كلوروكين والكلوروكين، مشيرة إلى أنه على الرغم من استمرار تقييم هذين العقارين في التجارب السريرية، إلا أن إدارة الغذاء والدواء وبعد التشاور مع هيئة البحث والتطوير الطبي خلصت إلى أنه واستنادًا إلى المعلومات الجديدة لم يعد من المعقول الاعتقاد أن الأشكال الفموية لعقار هيدروكسي كلوروكين والكلوروكين قد تكون فعالة في علاج كوفيد-19، كما أنه ليس من المعقول الاعتقاد بأن الفوائد المعروفة والمحتملة لهذه المنتجات تفوق مخاطرها المعروفة والمحتملة.
23 يوليو: نُشرت نتائج تجربة متعددة المراكز خاضعة للرقابة شملت 667 مشاركًا في البرازيل، ولم تجد أي فائدة من استخدام هيدروكسي كلوروكين بمفرده أو مع أزيثروميسين لعلاج حالات كوفيد-19 الخفيف والمعتدلة. استمر الرئيس الأمريكي دونالد ترامب في الترويج لاستخدام العقار بما يتناقض مع رأي مختلف مسؤولي الصحة العامة ومنهم مدير المعهد الوطني للحساسية والأمراض المعدية الدكتور أنتوني فاوتشي.
نوفمبر 2020: خلصت تجربة سريرية أجرتها المعاهد الوطنية الأمريكية الصحية لتقييم سلامة وفعالية هيدروكسي كلوروكوين لعلاج البالغين المصابين بكوفيد-19 إلى أن الدواء لا يقدم أي فائدة سريرية لعلاج المرض وأوصت بعدم استخدامه.

## الوقاية
نشرت مجلة لانسيت في 22 مايو تقريرًا عن الانتقادات الموجهة لقرار الحكومة الهندية بالسماح باستخدام هيدروكسي كلوروكين كوقاية عند بعض الأشخاص المعرضين لمخاطر عالية في حال الإصابة بكوفيد-19. لاحظ الباحثون الذين يدعمون الإعطاء الوقائي لهيدروكسي كلوروكين أن نتائج التجارب قد اقترحت أن هيدروكسي كلوروكوين قد يقلل من مدة تكاثر الفيروس والأعراض الناتجة عنه إذا أعطي الدواء مبكرًا.
نشرت دراسة شملت 821 مشاركًا في 3 يونيو، وخلصت إلى أن هيدروكسي كلوروكين لا يمنع أو يخفف أعراض كوفيد-19 إذا استخدم للوقاية.
تبحث دراسة بريطانية حالية في فعالية عقار هيدروكسي كلوروكين كعامل وقاية من كوفيد-19. يشارك 10000 عامل في القطاع الصحي مع 30 ألف متطوع من آسيا وأمريكا الجنوبية وأفريقيا وأجزاء أخرى من أوروبا في هذه الدراسة العالمية، ومن المتوقع صدور النتائج في عام 2021.